# 芒努斯·恩克尔
克努特·芒努斯·恩克尔（瑞典語：Knut Magnus Enckell，1870年11月9日—1925年11月26日）是芬兰象征主义画家。在创作初期他的画作颜色比较单调和压制，但从1902年起他逐渐开始使用明亮的颜色。他是当时芬兰一个叫“Septem”彩色主义画家团体的领头成员。

## 生平
恩克尔在1870年11月9日出生于芬兰东部的小城镇哈米纳。他是六兄弟中最小的一个。
在1889年19岁时他在赫尔辛基开始了他的艺术学习生涯。起初在芬兰艺术协会的绘画学校里学习，但是他中途退学，并在Gunnar Berndtson的私人指导下继续学习。当他于1889年至1891年在赫尔辛基学习时，那时的主流风格是自然主义。恩克尔是第一个远离自然主义的芬兰艺术家。
在1891年他第一次前往巴黎，并在朱利安学院成为Jules Joseph Lefebvre和让-约瑟夫·本杰明-康斯坦特的学生。在那里他开始接触到象征主义运动，并受到画家皮埃尔·皮维·德·夏凡纳和象征主义文学的影响。
在一次布列塔尼的逗留中他画了两幅颜色简朴的油画：《自画像》和《布列塔尼妇女》。他对文艺复兴以及约瑟芬·佩拉丹的理想主义和神秘观点非常感兴趣，从中吸取了双性性格的审美标准，并把它运用在创作中。
在1893年他在巴黎的第二次逗留时期，他创作了油画《睡醒》（The Awakening），当中他运用了严谨的构图和透明的色彩来暗示一种精神上的氛围。并通过与两位瑞典艺术家的接触，他进一步加深了对神秘主义的兴趣。
恩克尔是一位同性恋者，这能从一些稍具情色的画像体现出来，而这在当时来说是有点放肆的。正如一位评论家写到：“他与其他男人的绯闻从未被否定过...恩克尔所画的裸体男人和男孩公开地展示了性欲和声色。”
在1894和1895年恩克尔前往米兰、佛罗伦萨、拉韦纳、锡耶纳和威尼斯各地旅行，期间他的内心冲突在他的艺术上得到体现。1898年他在佛罗伦萨观摩马萨乔和弗拉·安杰利科的作品中自学了湿壁画和蛋彩画的技巧。

## 画廊
- 《睡醒》（The Awakening），1893年
- 《那耳喀索斯》（Narcissos），1912年
- 《睡醒的法翁》（Awakening Faun），1914年
- 《复活》（芬蘭語：Ylösnousemus，坦佩雷主教座堂里的祭坛壁画)，1906-1907年